# Saint-Loup-des-Bois
 Saint-Loup-des-Bois  es una población y comuna francesa, situada en la región de Borgoña, departamento de Nièvre, en el distrito de Cosne-Cours-sur-Loire y cantón de Cosne-Cours-sur-Loire-Sud.

## Historia
La comuna se denominó Saint-Loup hasta el 31 de diciembre de 2021.

## Demografía
| 455 | 443 | 404 | 430 | 448 | 440 |
| Para los censos de 1962 a 1999 la población legal corresponde a la población sin duplicidades (Fuente: INSEE [Consultar]) |     |     |     |     |     |